# Boris Jakowlewitsch Wladimirzow

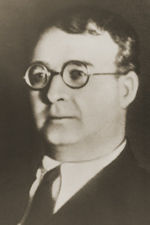
Boris Jakowlewitsch Wladimirzow

Boris Jakowlewitsch Wladimirzow (wiss. Transliteration Boris Jakovlevič Vladimircov; * 8. Julijul. / 20. Juli 1884greg. 1884 in Kaluga; † 17. August 1931 in Siwerskaja, Oblast Leningrad) war ein russischer Mongolist, Sprachforscher, Ethnologe und Orientalist. Über die Grenzen seines Landes hinaus bekannt gemacht hat ihn sein Buch über das Leben des mongolischen Herrschers Dschingis Khan, das 1930 in englischer Übersetzung erschien.
1923 wurde er korrespondierendes und 1929 Vollmitglied der Akademie der Wissenschaften der UdSSR.

## Werke von und über Wladimirzow (Auswahl)
- Raboty po mongolʹskomu jazykoznaniju / Boris Jakovlevič Vladimircov. - Moskva : Vostočnaja Literatura, 2005
- Raboty po literature mongolʹskich narodov / Boris Jakovlevič Vladimircov. - Moskva : Vostočnaja Literatura, 2003
- Raboty po istorii i ėtnografii mongolʹskich narodov / Boris Jakovlevič Vladimircov. - Moskva : Vostočnaja Literatura RAN, 2002
- Mongolo-ojratskij geroičeskij ėpos / Boris Jakovlevič Vladimircov. - Reprint d. Ausgabe: Moskva 1923. - Farnborough : Gregg Internat. Publ. Limited, 1971
- Filologija i istorija mongolʹskich narodov : pamjati akademika Borisa Jakovleviča Vladimircova / Garma Dancaranovič Sanžeev. - Moskva : Izdat. Vostočnoj Lit., 1958
- Le régime social des Mongols : le féodalisme nomade / Boris Jakovlevic Vladimircov - Paris : Librairie d'Amérique et d'Orient Adrien Maisonneuve, 1948
- Bodhicaryāvatāra çāntdeva / 1 / Text / Çāntideva. - 1929
- Bodhicaryāvatāra çāntdeva / B. J. Vladimircov. - Leningrad : Izd. Akademii Nauk SSSR, [1929]
- Sravnitelʹnaja grammatika mongolʹskogo pisʹmennogo jazyka i chalchaskogo narečija : vvedenie i fonetika / Boris Jakolevič Vladimircov. - Leningrad, 1929
- B. Ya. VLADIMIRTSOV, The Life of Chingis-Khan, London 1930.
- Cingis-Chan / Boris Ja. Vladimircov. - Gorno-Altajsk : Ak Cecek, 1992
- Sravnitel'naja grammatika mongol'skogo pis'mennogo jazyka i chalchaskogo narecija : vvedenie i fonetika
- Boris Ja. Vladimircov. - Izd. 2. - Moskva : Nauka, 1989
- Mongolica : pamjati akademika Borisa Jakovlevica Vladimircova, 1884 - 1931 / Andrej N. Kononov. - Moskva : Izdat. Nauka, 1986
- The life of Chingis-Khan / Boris Jakovlevic Vladimircov. - (First publ. 1930. Reissued). - New York [usw.]: Blom, (1969)
- [Sravnitel'naja grammatika mongol'skogo pis'mennogo jazyka i chalchaskogo narecija] / Boris Jakovlevic Vladimircov. - 1960
- [Sravnitel'naja grammatika mongol'skogo pis'mennogo jazyka i chalchaskogo narecija] An index to the written Mongolian words in Vladimirtsov's comparative Mongolian grammar / Boris Jakovlevic Vladimircov. - Washington, D.C., 1960
- Volsebnyj mertvec / Boris Jakovlevic Vladimircov. - (Izd. 2). - Moskva: Izd. vost. lit., 1958
- Filologija i istorija mongol'skich narodov / Boris Jakovlevic Vladimircov. - Moskva: Akad., 1958